# نادي لوغرونيو لكرة اليد
نادي لوغرونيو لكرة اليد (بالإسبانية: Club Balonmano Ciudad de Logroño)‏ هو نادي كرة يد في إسبانيا تأسس في 2003 يقع مقره في لوغرونيو، منطقة لا ريوخا. يلعب في الدوري الإسباني لكرة اليد.

## وصلات خارجية
- الموقع الرسمي